# AGSM Verona
Fino al 31 dicembre 2020, AGSM Verona S.p.A. è stata una società multiservizi con sede a Verona. Operatore di produzione e distribuzione di energia elettrica e gas, si è occupata anche di servizi quali il teleriscaldamento, telecomunicazioni (fibra ottica) e l'illuminazione pubblica artistica. Il 1 gennaio 2021, grazie alla fusione per incorporazione con AIM Vicenza, ha dato vita al Gruppo AGSM AIM.

## Storia
- 1898 - L'Azienda Elettrica Comunale, che costituisce l'origine di AGSM, viene fondata per favorire lo sviluppo delle prime industrie veronesi. Il primo servizio è l'illuminazione pubblica della città di Verona;
- 1923 - In questo anno viene costituita l'Azienda Autonoma dell'Acquedotto;
- 1929 - Nasce l'Azienda del Gas con produzione locale di cokeria;
- 1931 - Viene istituita ufficialmente l'Azienda Generale dei Servizi Municipalizzati del Comune di Verona, che raggruppa le aziende municipalizzate esistenti (energia elettrica, acqua, fabbrica del ghiaccio, gas e tramvia);
- 1953 - Inizia la distribuzione di metano;
- 1975 - Avviato il servizio di teleriscaldamento;
- 1983 - Collegamento delle fognature al depuratore;
- 2000 - Modifica assetto societario, dapprima con la trasformazione in AZIENDA SPECIALE (1999) e poi con la trasformazione in AGSM Verona Spa;
- 2002 - Dal 1º dicembre 2002 AGSM acquisisce il ramo d'azienda di ENEL DISTRIBUZIONE Spa e diventa l'unico distributore di energia elettrica nei comuni di Verona e di Grezzana.
- 2003 - gennaio: apertura libero mercato gas per tutti gli utilizzatori (completa liberalizzazione gas); maggio: apertura libero mercato EE oltre 100 MWh/anno (PMI);
- 2007 - AGSM Energia Srl, prima in Italia, rende disponibile energia da fonti rinnovabili al mercato domestico;
- 2008 - Conferimento di tutte le attività commerciali del gruppo AGSM Verona in AGSM Energia Srl (vendita gas, vendita teleriscaldamento, vendita altri servizi);
- 2012 - Costituzione 2V Energy (società 50% AGSM Energia, 50% AIM Energy per l'acquisto di energia elettrica e gas). Acquisizione AMIA Verona spa;
- 2017 - Il ramo d'azienda commerciale di AET Italia entra a far parte di AGSM Energia.
- 2020 - Il 29 dicembre viene sottoscritto l’atto di fusione per incorporazione di AIM Vicenza in AGSM Verona dando vita ad una nuova realtà nel settore delle multiutility, AGSM AIM Spa.
- 2021 -  Il 1 gennaio 2021, nasce ufficialmente il Gruppo AGSM AIM SpA.

## Profilo
Nel 2013 AGSM Verona nella classifica si è posizionata al quinto posto tra le aziende veronesi per fatturato e valore della produzione. Nel 2014 è cresciuta ulteriormente aumentando il fatturato: il bilancio si è chiuso con un valore della produzione di quasi 800 milioni di euro. Dal 2011 al 2015 AGSM è stata sponsor ufficiale dell'Hellas Verona, mentre nel settembre 2013 è diventata sponsor dell'omonima squadra di calcio femminile, già Bardolino, Bardolino Verona e Verona Bardolino, tra le più titolate del campionato italiano femminile di calcio.